# Jean-Marie Louvel

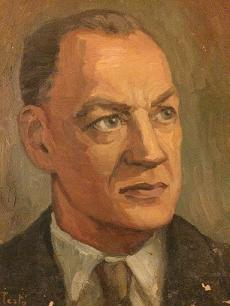
Jean-Marie Louvel

Jean-Marie Louvel (La Ferté-Macé, 1 juli 1900 - Caen, 13 juni 1970), was een Frans politicus.

## Biografie
Jean-Marie Louvel studeerde aan de École Polytechnique in Parijs en de École Supérieure d'Électricité (Supélec).
Jean-Marie Louvel sloot zich na de Tweede Wereldoorlog aan bij de christendemocratische Mouvement Républicain Populaire (MRP, Republikeinse Volksbeweging). Hij vertegenwoordigde de liberale (economisch liberale) vleugel van die partij. Hij werd voor het departement Calvados in de Franse Nationale Vergadering (Assemblée Nationale) gekozen. Hij bleef lid van de Franse Nationale Vergadering tot 1958. Van 7 februari 1950 tot 18 juni 1954 was hij minister van Handel.
Jean-Marie Louvel was van 1959 tot aan zijn dood in 1970 lid van de Senaat (Sénat).
Op lokaal niveau was Louvel ook actief als politicus: Van 1945 tot 1953 was hij burgemeester van Le Vésinet (departement Seine-et-Oise, thans Yvelines) en daarna tot 1959 burgemeester van Caen. Van 1959 tot zijn dood was hij lid van de Generale Raad van het departement Calvados.
Jean-Marie Louvel overleed op 69-jarige leeftijd.

## Ministersposten
- Minister van Handel en Industrie (7 februari 1950 - 11 augustus 1951, 8 maart 1952 - 8 januari 1953, 28 juni 1953 - 18 juni 1954)
- Minister van Handel en Industrie (11 augustus 1951 - 8 maart 1952, 8 januari - 28 juni 1953)